# Синан-паша Сијерчић
Синан-паша Сијерчић (? - Мишар, 1806) је био српски племић и војсковођа, мухамеданске вере. По документима, горажданска кућа Сијерчића је пореклом од старе српске властеоске куће Шијернића, мада се по народном предању каже да су и од Лучевића.
Синан-паша Сијерчић је био познат по националној самосвести и залагању за јединство мухамеданских и православних Срба. Између осталог призидао је припрату уз Херцегову цркву у Горажду, на гробу свога прадеда Радослава. Погинуо је 1806, у Боју на Мишару.